# Moroșeni
Moroșeni este un cătun din Șarul Bucovinei, județul Suceava, delimitat la est de râul Neagra.
Atestat legendar din secolul al XIV-lea după un moroșan din oastea lui Dragoș Vodă, care s-a îndrăgostit de o frumoasă păstoriță așezarea s-a dezvoltat plecând de la nucleul format de familia cu numele Moroșan.
În anul 1774 intră sub ocupație habsburgică fiind situat la granița cu Moldova. Administrativ-teritorial a aparținut localității Vatra Dornei, districtul Câmpulung Moldovenesc.
Este atestat documentar în anul 1887 o dată cu relocarea bisericii ortodoxe Sf. Arhangheli Mihail și Gavril. Aceasta  este una din bisericile de lemn „călătoare” construită in Vatra Dornei în anul 1749 de viitorul domn Ioan Teodor Callimachi, mutată la Poiana Stampei în anul 1868, va reveni cu sprijinul primarului Vasile Deac în Moroșeni ca filie a parohiei Nașterea Maicii Domnului din Vatra Dornei. În prezent poartă hramul Pogorârea Sfântului Duh.

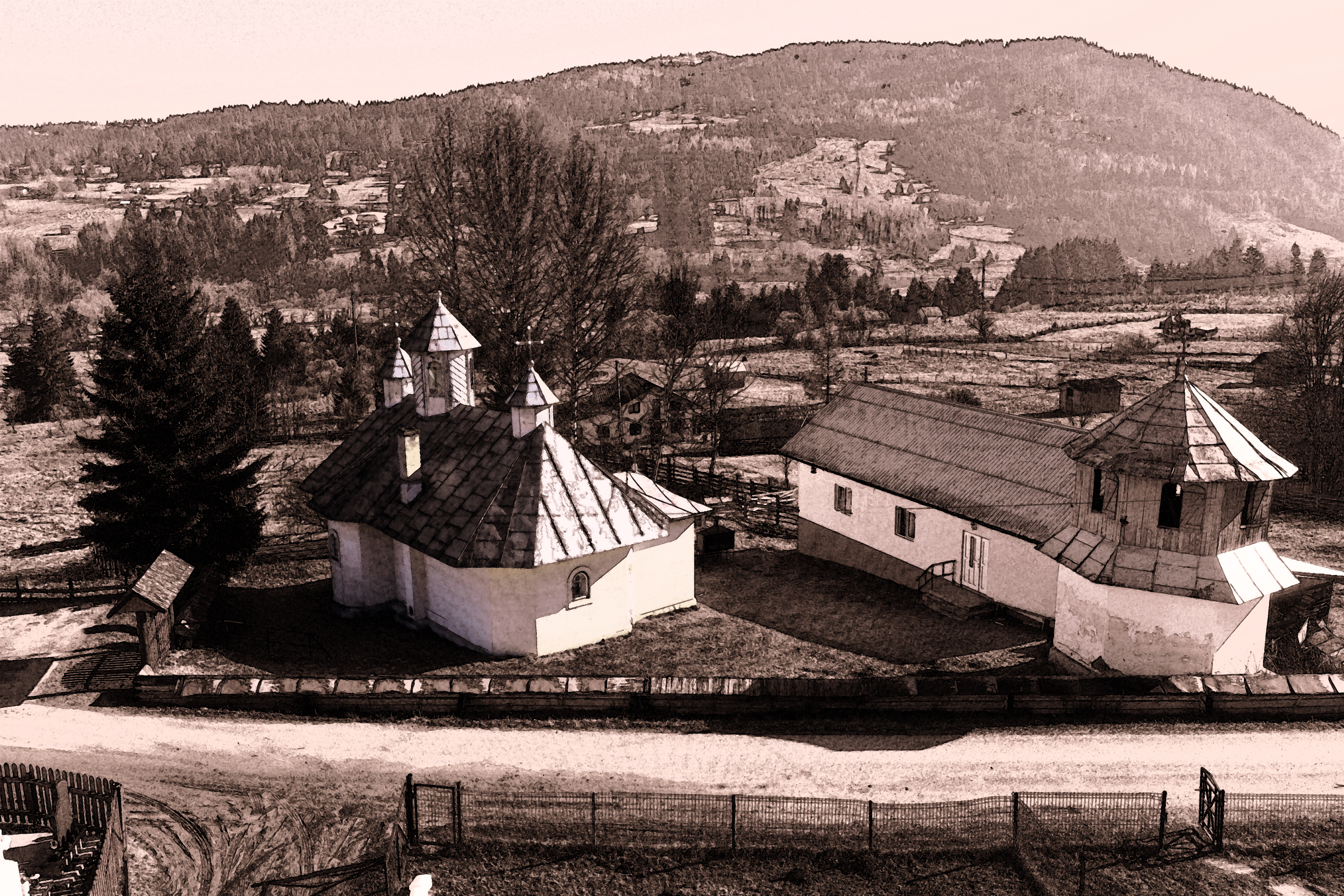
Biserică domnească din lemn parohia Moroșeni-Șaru Bucovinei